# Gabriele Villa
Gabriele Villa (Varese, 12 agosto 1967) è un ex hockeista su ghiaccio italiano, di ruolo portiere.
A lungo back-up di Jim Corsi negli anni ottanta, ha quasi sempre vestito la maglia del Varese (con cui ha vinto due scudetti), tranne due parentesi: al Como, in seconda serie, ed al Milano Saima, con cui ha disputato la massima serie e l'Alpenliga (come secondo di Mike Zanier). Ritornato al Varese nel 1994, giocò alcune stagioni con la seconda squadra.

## Palmarès
- Campionato italiano: 2

Varese: 1986-1987, 1988-1989